# Seaxnēat
Seaxnēat (o Saxnōt) è il mitico fondatore dei Sassoni. Sembra essere stato un dio venerato solo dai Sassoni, nonostante sia a volte stato associato a Týr.

## Etimologia
Il nome significa probabilmente "aiuto dei Sassoni", ovvero il dio che aiuta la tribù nei periodi di crisi (da paragonare con il tedesco moderno not, bisogno o necessità), nonostante altre ipotesi porterebbero a "coltello amico" o "amico dei Sassoni", antico inglese nēat ed antico sassone nōt (odierno inglese neat), o dal norreno njótr (antico inglese notu) che significa "divertimento" (o "amico").
Seaxnēat, tra i Sassoni continentali, prende il nome di Saxnōt, e viene citato in antico sassone come un dio da rifiutare durante la propria conversione al Cristianesimo, durante il voto battesimale.

## Progenitore dei Sassoni orientali
Seaxnēat venne venerato anche in Inghilterra, dove era considerato il progenitore dei Sassoni orientali, come descritto nelle genealogie dell'Essex. Gli altri regni sassoni inglesi, Wessex e Sussex, si autoassegnano progenitori diversi.